# Piece by Piece Remixed
Piece by Piece Remixed é o primeiro álbum de remisturas da cantora norte-americana Kelly Clarkson, lançado a 4 de março de 2016 através da 19 Recordings e RCA Records. Contem várias remisturas e regravações de faixas do sétimo disco de estúdio Piece by Piece (2015), incluindo os singles "Heartbeat Song" e "Invincible", a versão cantada no American Idol de "Piece by Piece" e uma interpretação ao vivo de "Tightrope" na digressão Piece by Piece Tour. Após o seu lançamento, tornou-se a primeira entrada da artista na tabela Dance/Electronic Albums, compilada pela revista Billboard, estreando na primeira posição com 2 mil cópias vendidas.

## Alinhamento de faixas
| N.º            | Título                                                       | Produtor(es)/Remisturador(es)                   | Duração |  |
| 1.             | "Piece by Piece" (versão Idol)                               | Kurstin, Jason Halbert                          | 3:32    |  |
| 2.             | "Heartbeat Song" (Lenno Remix)                               | Lenno Linjama                                   | 3:17    |  |
| 3.             | "Invincible" (Vicetone Remix)                                | Vicetone                                        | 3:24    |  |
| 4.             | "Someone" (Frank Pole Remix)                                 | Frank Pole                                      | 3:27    |  |
| 5.             | "Take You High" (Rytmeklubben by Henrik The Artist & Torjus) | Rytmeklubben (Henrik The Artist & Torjus)       | 4:07    |  |
| 6.             | "Let Your Tears Fall" (Cutmore Remix)                        | Cutmore                                         | 3:51    |  |
| 7.             | "Dance with Me" (Young Bombs Remix)                          | Young Bombs (Martin Kottmeier e Tristan Norton) | 4:12    |  |
| 8.             | "Nostalgic" (Mighty Mike & Teesa aka Kolaj Remix)            | Kolaj (Mighty Mike & Teesa)                     | 3:14    |  |
| 9.             | "Second Wind" (Cheat Codes Remix)                            | Matthew Russell, Trevor Dahl, Kevin Ford        | 3:38    |  |
| 10.            | "Tightrope" (versão ao vivo)                                 | Halbert                                         | 3:55    |  |
| Duração total: | Duração total:                                               | Duração total:                                  | 36:40   |  |

## Desempenho nas tabelas musicais

### Posições
| Tabela musical (2016)                              | Melhor posição |
| -------------------------------------------------- | -------------- |
| Estados Unidos - Billboard Top Album Sales         | 179            |
| Estados Unidos - Billboard Dance/Electronic Albums | 1              |